# Mercedes Gordon-Bennett
La Mercedes Gordon-Bennet è stata un'autovettura da competizione prodotta tra il 1904 ed il 1905 dalla Casa tedesca Daimler Motoren Gesellschaft per il suo marchio automobilistico Mercedes.

## Storia e profilo
La storia della Gordon-Bennett è strettamente correlata al percorso evolutivo delle Rennwagen basate sul telaio della 35PS. In particolare, la Gordon-Bennett è strettamente imparentata con la Rennwagen 90PS. Quest'ultima era una vettura da competizione che al telaio della 35PS abbinava un enorme propulsore da 12.7 litri. Tale vettura, preparata nel 1903, avrebbe dovuto essere utilizzata quell'anno per la Gordon-Bennett, che all'epoca era la manifestazione sportiva automobilistica più prestigiosa, ma a causa di un disastroso incendio, tutti gli esemplari preparati andarono distrutti e per partecipare a quella gara, la Mercedes approntò la 65PS, vettura che sarebbe stata portata alla vittoria da Camille Jenatzy.
Quanto alla 90PS, essa sarebbe rinata (è il caso di dirlo) dalle proprie ceneri solo l'anno successivo con il nome Gordon-Bennett, ben specificando quindi l'obiettivo agonistico a cui tale vettura era rivolta. La Mercedes Gordon-Bennett aveva però alcune differenze rispetto alla 90PS. In primo luogo il diametro dei suoi 4 cilindri in linea fu ridotto di 5 mm, passando da 170 a 165 mm (la corsa rimase invariata a 140 mm), con una riduzione di cilindrata, passata da 12700 a 11972 cm³.
Vi furono variazioni anche dal punto di vista prestazionale, ma in meglio: a seconda del propulsore utilizzato, infatti, la potenza massima variava tra 98 CV a 1150 giri/min e 105 CV a 1380 giri/min. La velocità massima di questa vettura sfiorava i 160 orari.
Questa vettura, come da copione, partecipò all'edizione 1904 della Gordon-Bennett. Come nell'anno precedente, fu Camille Jenatzy a pilotare la vettura. Questa volta, però, egli riuscì a piazzarsi al secondo posto, mentre la vettura pilotata da Wilhelm Werner non andò oltre l'undicesimo posto.
Per l'edizione 1905 della Gordon Bennett, la vettura subì nuovi aggiornamenti: la cilindrata fu portata a 14065 cm³ (175x146 mm) e la potenza massima raggiunse così i 125 CV a 1000 giri/min. L'aver prestato attenzione alla sola potenza motoristica fu tuttavia un errore, perché furono trascurati altri aspetti fondamentali come le caratteristiche degli pneumatici e l'utilizzo di ammortizzatori per i due assali, soluzioni già utilizzate con successo da altre Case automobilistiche nell'ambito delle competizioni. Era chiaro quindi che a fronte di potenze di una certa entità occorreva adeguare anche il resto del telaio, cosa che i progettisti Mercedes non fecero (la Gordon-Bennett adottava ancora lo schema ad assale rigido sia anteriormente che posteriormente). Ciò comportò scarsi risultati alla Gordon-Bennett del 1905: le tre vetture schierate riuscirono solamente a piazzarsi al quinto, settimo e decimo posto.
Il 1906 vide l'esordio della Mercedes Grand-Prix, basata anch'essa sulla Rennwagen 90PS e che avrebbe sostituito il modello Gordon-Bennett.